# マスカレード (エリック・サーデのアルバム)
『マスカレード』（Masquerade）は、2010年5月19日発売のエリック・サーデの1枚目のスタジオアルバム。
日本では輸入盤のみ購入可能。
スウェーデンではゴールド・ディスクに認定されている。

## 概要
デビューアルバムでありながら、スウェーデン国内で大ヒットを記録し、58週間もの間チャート50位圏内に残っていた。

## 収録曲
1. マスカレード "Masquarade" – 3:43
  - プロモーションシングル。
2. アップグレード "Upgrade" – 3:08
3. ブレイク・オブ・ドーン "Break of Dawn" – 3:31
  - 3枚目のシングル。
4. イッツ・ゴナ・レイン "It's Gonna Rain" – 3:55
  - プロモーションシングル。
5. マンボーイ "Manboy" – 3:00
  - 2枚目のシングル。スウェーデンでは1位を記録、プラチナムを獲得し、この曲でメロディーフェスティバーレン2010へ出場した。
6. セイ・イット "Say It" – 3:34
7. スリープレス "Sleepless" – 3:24
  - デビューシングル。
8. アイル・ビー・オールライト "I'll Be Alright" – 3:17
9. レディオアクティブ "Radioactive" – 3:57
10. ホワイ・ドゥー・ウィー・ニード・ファッション!? "Why Do We Need Fashion!?" – 3:18
11. イッツ・ライク・ザット・ウィズ・ユー "It's Like That With You" – 4:32